# 22. červen
22. červen je 173. den roku podle gregoriánského kalendáře (174. v přestupném roce). Do konce roku zbývá 192 dní. Svátek má Pavla.

## Události

### Česko
- 1439 – Král Albrecht přenechal do odvolání měšťanům v Brně „za jejich věrné služby" zeměpanské mýto se všemi právy a zvyklostmi, a to za roční poplatek 40 kop grošů.
- 1448 – Ustavena jednota poděbradská, jejím správcem zvolen Jiří z Poděbrad.
- 1503 – Stavba Karlova mostu v Praze dokončena
- 1995 – Podepsána integrační dohoda mezi ODS a KDS, zajišťující sloučení obou politických stran.
- 1998 – Prezident Václav Havel pověřil Miloše Zemana sestavením vlády.

### Svět
- 217 př. n. l. – Bitva u Rafie, ve které Ptolemaios IV. porazil Antiocha III. Velikého.
- 168 př. n. l. – Bitva u Pydny, konec 3. makedonské války.
- 0431 – Zahájen Efezský koncil.
- 0533 – Z Konstantinopole slavnostně vyplula flota pod vedením Flavia Belisara proti Vandalskému království v severní Africe.
- 1483 – Richard III. mocí uchvátil anglický trůn
- 1535 – Stětí rochesterského biskupa Jana Fishera, protože odmítl uznat krále Jindřicha VIII. hlavou anglikánské církve a platnost jeho sňatku s Annou Boleynovou.
- 1633 – Italský vědec Galileo Galilei odvolal před inkvizičním soudem Koperníkovo učení, že Země se točí kolem Slunce.
- 1847 – Premiéra jedenácté Verdiho opery Loupežníci v Londýně.
- 1906 – Korunovace norského krále Haakona VII.
- 1911 – V Londýně proběhla korunovace Jiřího V.
- 1940 – Kapitulace Francie ve 2. světové válce.
- 1941 – Nacistické Německo přepadlo bez vyhlášení války SSSR (Operace Barbarossa, ukázka tzv. blitzkriegu).
- 1944 – Začala Operace Bagration, jedna z nejmohutnějších bitev 2. světové války.
- 1976 – Zrušen trest smrti v Kanadě.
- 1978 – Objeven Charon, měsíc Pluta.

## Narození

### Česko

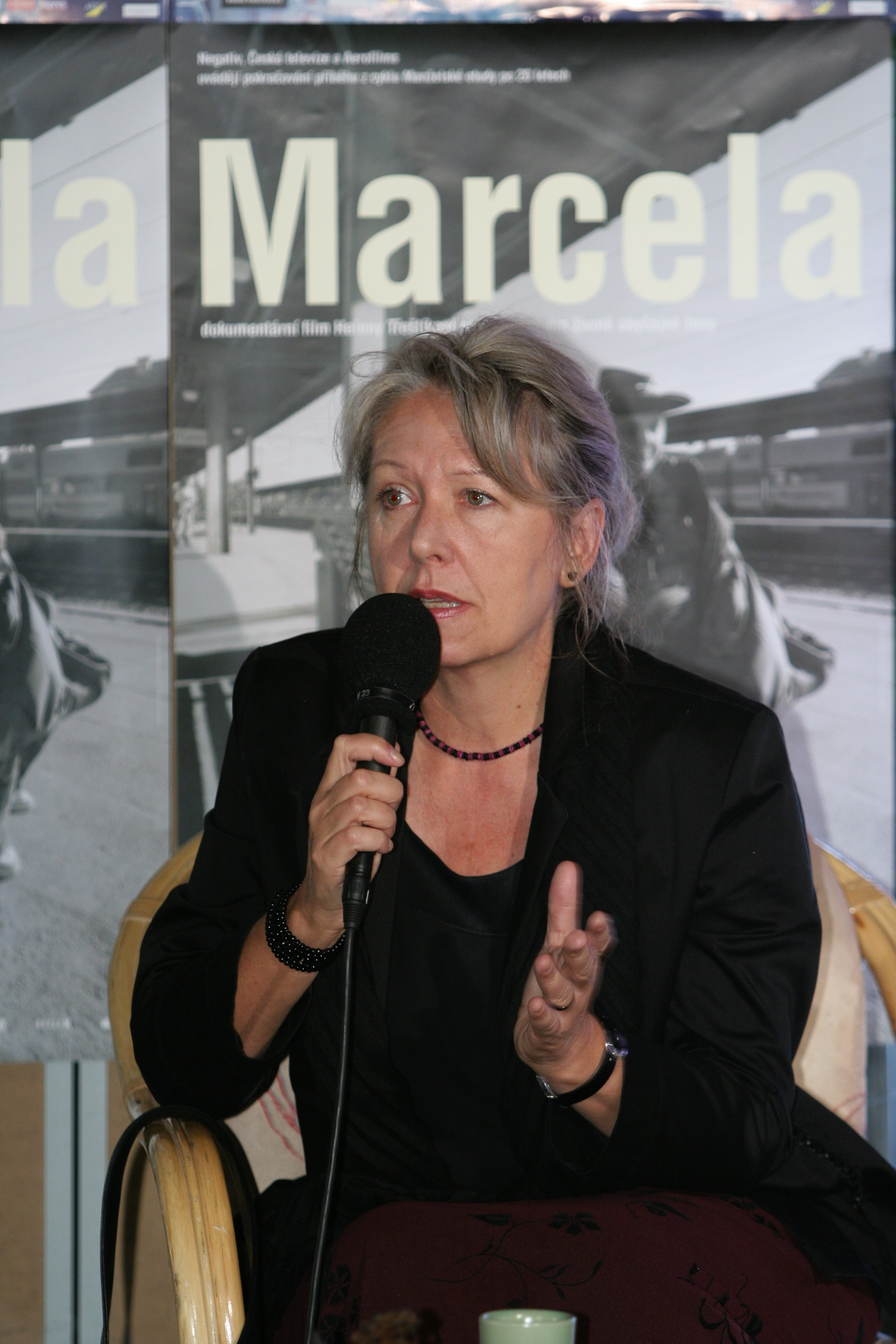
Helena Třeštíková (* 1949; režisérka a ministryně)

- 1370 – Jan Zhořelecký, braniborský a zhořelecký vévoda, syn Karla IV. († 1. března 1396)
- 1823 – JUDr. Karel Sladkovský, novinář a politik († 4. března 1880)
- 1852 – Eduard Weyr, matematik († 23. července 1903)
- 1868 – Alois Čenský, český architekt († 29. prosince 1954)
- 1879 – Jozef Pajger, československý politik slovenské národnosti († ?)
- 1880 – Jan Pěnkava, československý politik († 3. května 1949)
- 1898 – Amálie Kutinová, česká spisovatelka († 30. března 1965)
- 1900 – Ladislav Rašín, právník a politik († 20. března 1945)
- 1909 – Vlasta Hilská, docentka japonské filologie († 26. května 1968)
- 1912 – Vít Nejedlý, hudební skladatel († 2. ledna 1945)
- 1915 – Ladislav Pokorný, teolog, kněz, liturgista a spisovatel († 12. května 2000)
- 1918 – Ladislav Bilík, letec v RAF († 16. srpna 1949)
- 1921 – Géza Novák, flétnista († 21. listopadu 1992)
- 1922 – Marie Marešová, herečka († 3. prosince 2003)
- 1923 – Milan Jelínek, první polistopadový rektor Masarykovy univerzity († 30. ledna 2014)
- 1927
  - Ladislav Schmied, astronom († 29. března 2012)
  - Miroslav Mikulecký, profesor vnitřního lékařství a biometrie
- 1930
  - Miroslav Kapoun, ministr průmyslu České socialistické republiky
  - Zdeněk Mlynář, politik († 15. dubna 1997)
- 1933 – Libor Pešek, dirigent († 23. října 2022)
- 1937
  - Vratislav Mazák, český biolog († 9. září 1987)
  - Vladimír Frühauf, český sbormistr a pedagog
- 1940 – Andrej Stankovič, básník, knihovník, editor a filmový kritik († 12. července 2001)
- 1947 – Vladimír Kolár, prozaik, novinář, publicista a literární kritik
- 1949
  - Helena Třeštíková, česká režisérka a pedagožka, ministryně kultury
  - Jan Maruna, český básník a prozaik
- 1950
  - Alexander Goldscheider, český hudební skladatel, producent, kritik
  - Irena Fuchsová, česká spisovatelka
- 1954 – Václav Fischer, německý podnikatel českého původu
- 1956 – Zdeňka Marková, bývalá předsedkyně a současná místopředsedkyně hnutí SNK ED, bývalá starostka Nového Města na Moravě
- 1964 – Miroslav Kadlec, fotbalista
- 1985 – Linda Vojtová, modelka
- 1989 – Jana Knedlíková, házenkářka
- 1993 – Veronika Hladíková, modelka

### Svět

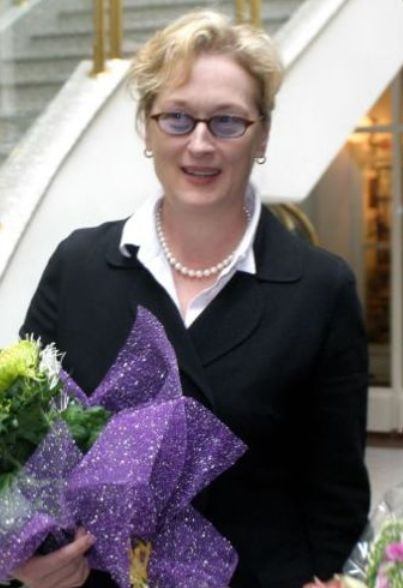
Meryl Streepová (* 1949; herečka)

- 1658 – Ludvík VII. Hesensko-Darmstadtský, německý šlechtic († 31. srpna 1678)
- 1684 – Francesco Onofrio Manfredini, italský houslista a hudební skladatel († 6. října 1762)
- 1744 – Johann Christian Polycarp Erxleben, německý přírodovědec († 1777)
- 1757 – George Vancouver, britský námořní výzkumník († 1798)
- 1763 – Étienne-Nicolas Méhul, francouzský hudební skladatel († 1817)
- 1767 – Wilhelm von Humboldt, německý filozof, diplomat a politik († 1835)
- 1777 – Ondřej Alois Ankwicz ze Skarbek-Poslawice, polský arcibiskup ve Lvově a Praze († 26. března 1838)
- 1805 – Giuseppe Mazzini, italský vlastenec, filozof, právník a politik († 1872)
- 1807 – Cecilie Švédská, švédská princezna a hudební skladatelka († 27. ledna 1844)
- 1830 – Teodor Leszetycki, polský pianista, skladatel a hudební pedagog († 14. listopadu 1915)
- 1837 – Paul Morphy, americký šachista († 1884)
- 1842 – João Barbosa Rodrigues, brazilský botanik († 1909)
- 1856 – Henry Rider Haggard, anglický spisovatel († 14. května 1925)
- 1861
  - Jakob Gartner, rakouský architekt († 15. dubna 1921)
  - Maximilian von Spee, německý admirál († 8. prosince 1914)
- 1864 – Hermann Minkowski, polský matematik († 12. ledna 1909)
- 1874 – Viggo Jensen, první dánský olympijský vítěz († 2. listopadu 1930)
- 1875 – Johannes Baader, německý spisovatel, výtvarný umělec a architekt († 15. ledna 1955)
- 1884 – Adolf Záturecký, slovenský právník, místopředseda Ústavního soudu Československa († 12. března 1958)
- 1887 – Julian Huxley, anglický evoluční biolog († 14. února 1975)
- 1890 – Aleksander Warma, předseda estonské exilové vlády († 23. prosince 1970)
- 1893 – Joan Evansová, anglická historička umění († 14. července 1977)
- 1897
  - Norbert Elias, německý filosof († 1. srpna 1990)
  - Albert Renger-Patzsch, německý fotograf († 27. srpna 1966)
- 1898 – Erich Maria Remarque, německý spisovatel († 1970)
- 1900 – Russell Vis, americký zápasník, zlato na OH 1924 († 1. dubna 1990)
- 1901 – Rudolf Wittkower, americký historik umění († 11. října 1971)
- 1902 – Henri Deglane, francouzský zápasník, zlato na OH 1924 († 7. července 1975)
- 1903
  - John Dillinger, americký bankovní lupič († 22. července 1934)
  - Džiró Horikoši, japonský letecký konstruktér († 11. ledna 1982)
- 1905 – Zoltán Brüll, slovenský horolezec, horský vůdce a lékař († 14. ledna 1945)
- 1906
  - Billy Wilder, americký filmový režisér († 2002)
  - Anne Morrow Lindbergh, americká pilotka a spisovatelka († 2001)
- 1907
  - Ernest Paulin, americký trumpetista a kapelník († 20. listopadu 2007)
  - Andrej Sergejevič Někrasov, sovětský spisovatel († 15. února 1987)
- 1908 – Beaumont Newhall, americký historik umění a fotograf († 26. února 1993)
- 1910 – Konrad Zuse, německý inženýr a počítačový průkopník († 18. prosince 1995)
- 1911 – Cecílie Řecká a Dánská, velkovévodkyně hesenská a sestra prince Filipa († 16. listopadu 1937)
- 1918 – Cicely Saundersová, anglická lékařka, spisovatelka, zakladatelka hospicového hnutí († 14. července 2005)
- 1919 – Henri Tajfel, britský sociální psycholog († 3. května 1982)
- 1924 – Terézia Hurbanová-Kronerová, slovenská herečka († 15. června 1999)
- 1926
  - Ralph Waite, americký herec a režisér († 13. února 2014)
  - Horst Fuhrmann, německý historik († 9. září 2011)
  - Tadeusz Konwicki, polský spisovatel a filmový režisér († 7. ledna 2015)
- 1930
  - Sa'dun Hammádí, irácký ministerský předseda († 14. března 2007)
  - Walter Bonatti, italský horolezec, novinář a spisovatel († 13. září 2011)
- 1932 – Amrish Puri, indický herec  († 12. ledna 2005)
- 1933 – Dianne Feinsteinová, americká politička († 28. září 2023)
- 1934 – Ray Mantilla, americký jazzový bubeník
- 1936
  - Hermeto Pascoal, brazilský hudebník a skladatel
  - Kris Kristofferson, americký zpěvák a herec († 28. září 2024)
- 1937 – Bernie McGann, australský saxofonista († 17. září 2013)
- 1939 – Ada Jonathová, izraelská odbornice na krystalografii
- 1940
  - Daniel Quillen, americký matematik († 30. dubna 2011)
  - Abbás Kiarostamí, íránský filmový režisér a scenárista
- 1942
  - Tojohiro Akijama, japonský novinář a kosmonaut
  - Huw Ceredig, velšský herec († 16. srpna 2011)
- 1943
  - Klaus Maria Brandauer, rakouský divadelní a filmový herec, režisér a pedagog
  - Ralph Molina, americký rockový bubeník
- 1946
  - Eliades Ochoa, kubánský hráč na tres, kytaru a zpěvák stylu guajira
  - Józef Oleksy, premiér Polska († 9. ledna 2015)
- 1947
  - Bruno Latour, francouzský sociolog a filozof vědy († 8. října 2022)
  - Jerry Rawlings, prezident Ghanské republiky († 12. listopadu 2020)
  - Howard Kaylan, americký zpěvák
- 1948 – Todd Rundgren, americký zpěvák, kytarista, producent, skladatel a multiinstrumentalista
- 1949
  - Jaroslav Filip, slovenský hudebník, skladatel, humorista, dramaturg, herec († 11. července 2000)
  - Meryl Streepová, americká herečka
  - Larry Junstrom, americký baskytarista († 6. října 2019)
  - Edward M. Lerner, americký autor science fiction
- 1950 – Adrian Năstase, premiér Rumunska
- 1951 – Craig Gruber, americký kytarista († 5. května 2015)
- 1953
  - Cyndi Lauper, americká zpěvačka
  - Willem Jacobus Eijk, nizozemský kardinál
- 1954
  - Wolfgang Becker, německý filmový režisér († 12. prosince 2024)
  - Al Di Meola, italsko-americký jazzový kytarista a skladatel
- 1955 – Green Gartside, velšský zpěvák a kytarista
- 1956 – Tim Russ, americký herec, režisér, scenárista a hudebník
- 1958
  - Bruce Campbell, americký herec
  - Johanna Sinisalo, finská autorka sci-fi a fantasy literatury
- 1960 – Erin Brockovich, americká aktivistka
- 1961 – Jimmy Somerville, skotský zpěvák
- 1962 – Campino, německý zpěvák
- 1964 – Dan Brown, americký spisovatel
- 1965 – Ľubomír Moravčík, slovenský fotbalista
- 1982 – Kristof Vliegen, belgický tenista
- 1984
  - Richard Stehlík, slovenský hokejista
  - Janko Tipsarević, srbský tenista
- 1987 – František Janečko, slovenský běžec na lyžích a biatlonista
- 1996
  - Tomoa Narasaki, japonský sportovní lezec
  - Rodri, španělský fotbalista

## Úmrtí

### Česko

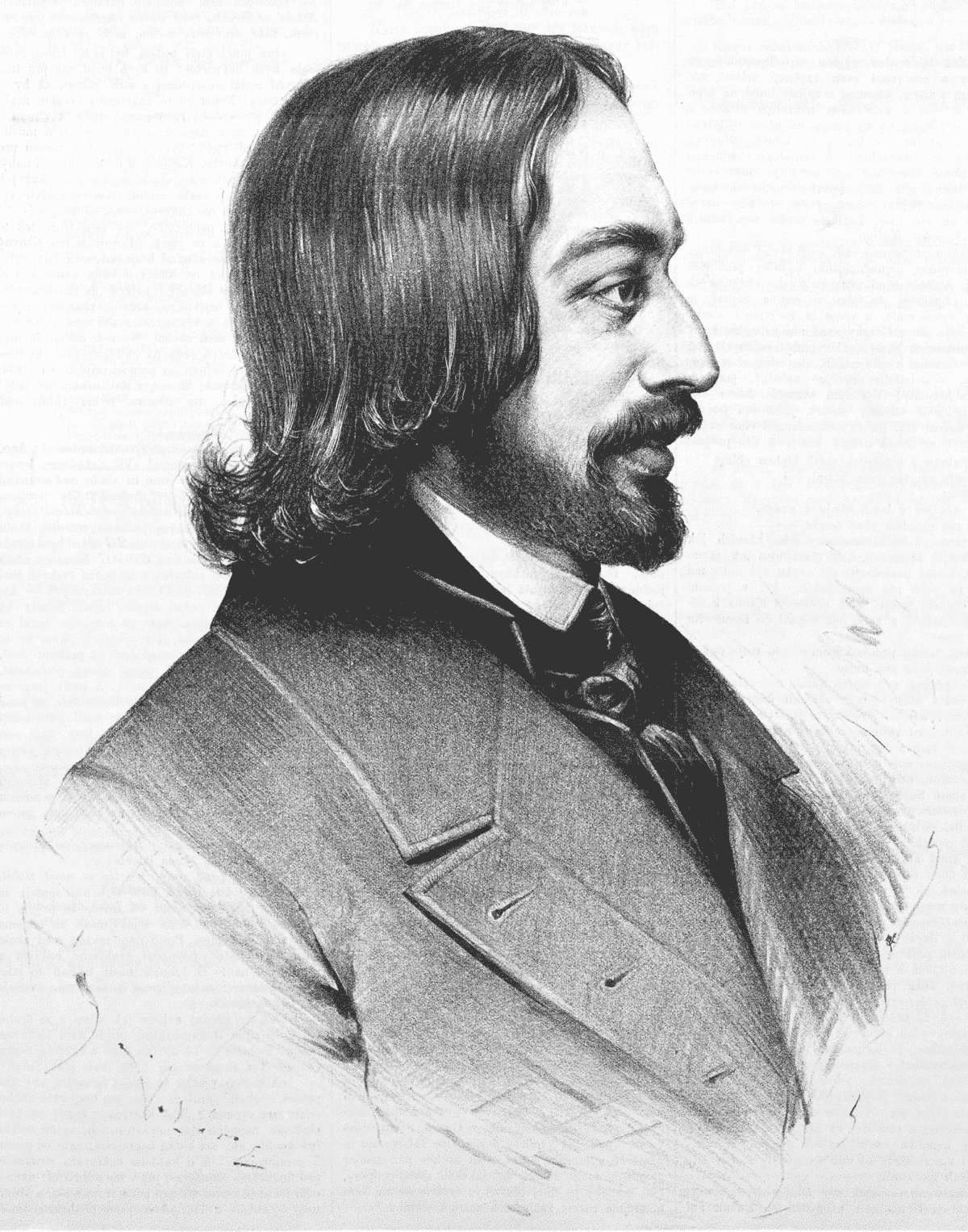
Josef Jaroslav Kalina († 1847; básník a obrozenec)

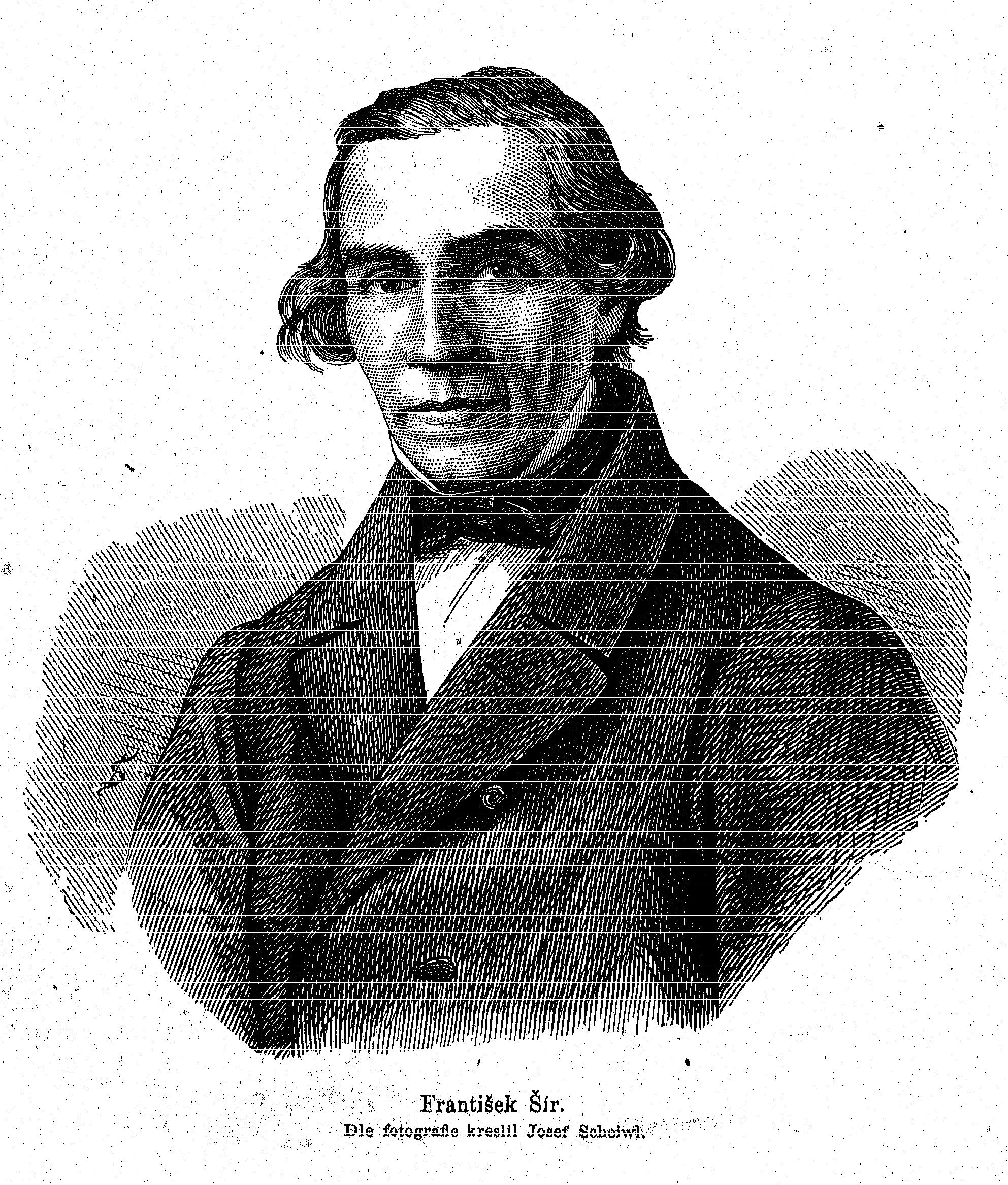
František Šír († 1867; učitel a buditel)

- 1601 – Kateřina z Ludanic, poslední manželka Petra Voka z Rožmberka (* 1565)
- 1792 – Jan Tadeáš Antonín Peithner z Lichtenfelsu, báňský geolog a přírodovědec (* 8. dubna 1727)
- 1840 – Josef Javůrek, klavírista a hudební pedagog (* 16. března 1756)
- 1847 – Josef Jaroslav Kalina, básník a filozof (* 8. listopadu 1816)
- 1867 – František Šír, středoškolský profesor a národní buditel na Jičínsku (* 15. října 1796)
- 1868 – Jan Ohéral, spisovatel a novinář (* 21. září 1810)
- 1891 – August Seydler, astronom a teoretický fyzik (* 1. června 1849)
- 1893 – Karel Hail, poštmistr a starosta (* 25. dubna 1819)
- 1897 – František Ržiha, vynálezce a zakladatel tunelového stavitelství (* 29. března 1831)
- 1908 – Karel Tichý, rakouský a český podnikatel a politik (* 20. ledna 1839)
- 1934 – Karel Hostaš, právník, archeolog a politik (* 11. března 1854)
- 1937 – Karel Špaček, rektor Českého vysokého učení technického (* 23. května 1866)
- 1942 – Alfréd Bartoš, velitel diverzní skupiny Silver A (* 23. září 1916)
- 1952 – Hugo Iltis, česko-americký biolog (* 11. dubna 1882)
- 1956 – Václav Řezáč, spisovatel (* 5. května 1901)
- 1964 – Jindřich Máslo, hudební pedagog a skladatel (* 11. dubna 1875)
- 1967 – Richard Hrdlička, historik a spisovatel (* 10. dubna 1868)
- 1972 – Jiří John, malíř a ilustrátor (* 6. listopadu 1923)
- 1980 – Marie Glabazňová, spisovatelka, učitelka a katolická básnířka (* 19. října 1896)
- 1981 – Karel Čipera, československý fotbalový reprezentant (* 9. října 1899)
- 1983 – Ladislav Dvořák, básník a spisovatel, autor literatury pro děti (* 1. prosince 1920)
- 1985 – Alois Zátopek, geofyzik (* 30. června 1907)
- 1992
  - Karel Jernek, divadelní režisér (* 31. března 1910)
  - Miloslav Štibich, herec (* 25. srpna 1928)
- 1997 – Miloš Hruška, český výtvarný pedagog, sochař, malíř a restaurátor, původem ze Slovenska (* 6. listopadu 1924)
- 1999 – Luboš Fišer, skladatel (* 30. září 1935)
- 2001
  - Oldřich Oplt, malíř (* 25. října 1919)
  - Slavomil Hejný, botanik (* 21. června 1924)
- 2002 – Josef Hanzal, historik, archivář (* 11. června 1934)
- 2011 – Zbyněk Zeman, britský historik českého původu (* 18. října 1928)
- 2015 – Josef Kremláček, malíř a ilustrátor (* 5. března 1937)
- 2019 – Zdeněk Remsa, skokan na lyžích (* 29. prosince 1928)

### Svět

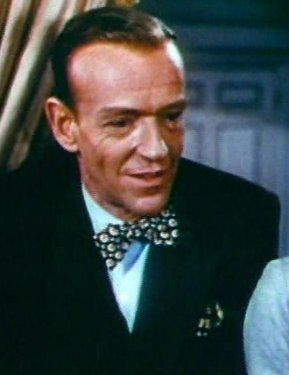
Fred Astaire († 1987; herec a tanečník)

- 0431 – Paulín z Noly, starořímský básník, řečník a církevní hodnostář (* ? 353)
- 1101 – Roger I., první sicilský hrabě (* 1031)
- 1250 – Petr I. Bretaňský, bretaňský vévoda, autor dvorské poezie (* ? 1191)
- 1276 – Inocenc V., papež (* cca 1225)
- 1329 – Cangrande I. della Scala, vládce Verony, Padovy a Vicenzy (* 9. března 1291)
- 1428 – Jana Skotská, dcera skotského krále Jakuba I. (* 1428)
- 1535 – Svatý John Fisher, biskup z Rochestru (* 1469)
- 1603 – Łukasz Górnicki, polský spisovatel a básník (* 1527)
- 1714 – Matthew Henry, anglický teolog (* 18. října 1662)
- 1813 – Anton Graff, švýcarský portrétní malíř (* 18. listopadu 1736)
- 1825 – Johann Karl Burckhardt, francouzský astronom a matematik (* 30. dubna 1773)
- 1845 – Heinrich von Bellegarde, rakouský polní zbrojmistr (* 29. srpna 1756)
- 1857 – Anna od Ježíše Marie Portugalská, portugalská infantka a nejmladší dcera krále Jana VI. Portugalského (* 23. října 1806)
- 1865 – Ángel de Saavedra, španělský básník, dramatik a politik (* 10. března 1791)
- 1871 – Charles Lemaire, francouzský botanik a spisovatel (* 1. listopadu 1800)
- 1874
  - Ilija Garašanin, srbský politik (* 28. ledna 1812)
  - Howard Staunton, anglický šachový mistr (* 1810)
- 1885 – Al-Mahdí, súdánský vládce a islámský reformátor (* 12. srpna 1845)
- 1887 – Eugenie Marlittová, německá spisovatelka (* 1825)
- 1904
  - Karl von Stremayr, předlitavský státní úředník a politik (* 30. října 1823)
  - Richard Boyle, 9. hrabě z Corku a Orrery, britský politik a šlechtic (* 19. dubna 1829)
- 1912
  - Charicléa Hohenlohe, francouzská šlechtična a mecenáška (* 8. října 1863)
  - Ion Luca Caragiale, rumunský dramatik, prozaik, publicista, básník a překladatel (* 1852)
- 1913 – Victorin-Hippolyte Jasset, francouzský režisér, scenárista a výtvarník (* 30. března 1862)
- 1925 – Felix Christian Klein, německý matematik (* 1849)
- 1929 – Alfred Brunswig, německý filosof (* 13. června 1877)
- 1931 – Armand Fallières, francouzský prezident (* 6. listopadu 1841)
- 1936 – Moritz Schlick, německý fyzik a filosof (* 1882)
- 1937 – Andreu Nin, katalánský revolucionář (* 4. února 1892)
- 1940 – Wladimir Köppen, německý geograf, meteorolog a botanik (* 8. října 1846)
- 1945 – Micuru Ušidžima, japonský generál (* 31. července 1887)
- 1954 – Karl Taylor Compton, americký fyzik (* 14. září 1887)
- 1961 – Marie Rumunská, královna Království Jugoslávie (* 6. ledna 1900)
- 1965 – David O. Selznick, americký filmový producent (* 10. května 1902)
- 1969 – Judy Garlandová, americká herečka a zpěvačka (* 1922)
- 1974
  - Sergej Petrovič Borodin, ruský spisovatel (* 25. září 1902)
  - Darius Milhaud, francouzský hudební skladatel a pedagog (* 4. září 1892)
- 1976 – Paul Pimsleur, americký lingvista (* 17. října 1927)
- 1978 – Jens Otto Krag, premiér Dánska (* 15. září 1914)
- 1979 – Louis Chiron, monacký automobilový závodník (* 1899)
- 1984
  - Janusz Gaudyn, polský lékař a spisovatel (* 25. února 1935)
  - Dill Jones, velšský klavírista (* 19. srpna 1923)
- 1987 – Fred Astaire, americký herec a tanečník (* 1899)
- 1988 – Juan Di Sandro, italsko-argentinský reportážní fotograf (* 22. března 1898)
- 1990 – Ilja Frank, sovětský fyzik, Nobelova cena za fyziku 1958 (* 23. října 1908)
- 1993 – Pat Nixonová, manželka 37. prezidenta USA Richarda Nixona (* 16. března 1912)
- 1995 – Yves Congar, francouzský teolog a kardinál (* 8. dubna 1904)
- 1998 – Antonio Saura, španělský malíř (* 1930)
- 2003 – Vasil Bykav, běloruský spisovatel (* 1924)
- 2007 – Jozef Haríň, voják a příslušník výsadku Embassy (* 11. října 1921)
- 2008 – George Carlin, americký komik, satirik, herec, spisovatel (* 12. května 1937)
- 2012 – Mary Fedden, americká malířka (* 14. srpna 1915)
- 2014 – Teenie Hodges, americký kytarista (* 3. června 1946)
- 2015 – James Horner, americký hudební skladatel (* 14. srpna 1953)
- 2020
  - Pierino Prati, italský fotbalista (* 13. prosince 1946)
  - Joel Schumacher, americký filmový scenárista, režisér a producent (* 29. srpna 1939)

## Svátky

### Česko
- Pavla
- Jozue, Cyriak
- Rozvita
- Zairaw

Slovensko
- Paulína

### Svět
- Mezinárodní den bez kalhotek
- Římskokatolická církev: sv. Thomas More a sv. John Fisher
- Anglikánská církev: Svátek svatého Albana.
- Chorvatsko: Den boje proti fašismu
- Kongo[nepřesný odkaz] – Den armády
- Salvador – Den učitelů
- Haiti – Prezidentský den
- Panenské ostrovy – Organic Act Day

| 22. červen v pražském KlementinuÚdaje jsou platné k 8. 7. 2025. | 22. červen v pražském KlementinuÚdaje jsou platné k 8. 7. 2025. | 22. červen v pražském KlementinuÚdaje jsou platné k 8. 7. 2025. |
| minimum                                                         | denní průměr                                                    | maximum                                                         |
| --------------------------------------------------------------- | --------------------------------------------------------------- | --------------------------------------------------------------- |
| 6,6 °C (1921)                                                   | 19,4 °C (od 1961)                                               | 34,9 °C (2000)                                                  |